# Corona (New Mexico)
Corona ist eine Stadt im Lincoln County im US-Bundesstaat New Mexico in den Vereinigten Staaten mit 165 Einwohnern (Stand: 2000).

## Geografie
Die Stadt liegt am U.S. Highway 54 im Norden des Countys, nahe dem geografischen Zentrum von New Mexico und hat eine Gesamtfläche von 2,6 km² ohne nennenswerte Wasserfläche.

## Demografische Daten
Nach der Volkszählung im Jahr 2000 lebten hier 165 Menschen in 81 Haushalten und 46 Familien. Die Bevölkerungsdichte betrug 62,3 Einwohner pro km². Ethnisch betrachtet setzte sich die Bevölkerung zusammen aus 73,33 % weißer Bevölkerung, 3,64 % amerikanischen Ureinwohnern, 18,18 % aus anderen ethnischen Gruppen.
Von den 81 Haushalten hatten 23,50 % Kinder und Jugendliche unter 18 Jahre, die bei ihnen lebten. 44,40 % waren verheiratete, zusammenlebende Paare, 8,60 % waren allein erziehende Mütter und 43,20 % waren keine Familien, 37,00 % bestanden aus Singlehaushalten und in 14,80 % lebten Menschen im Alter von 65 Jahren oder darüber. Die Durchschnittshaushaltsgröße betrug 2,40 und die durchschnittliche Familiengröße lag bei 2,61 Personen.
Auf den gesamten Ort bezogen setzte sich die Bevölkerung zusammen aus 20,60 % Einwohnern unter 18 Jahren, 6,10 % zwischen 18 und 24 Jahren, 23,00 % zwischen 25 und 44 Jahren, 30,30 % zwischen 45 und 64 Jahren und 20,00 % waren 65 Jahre alt oder darüber. Das Durchschnittsalter betrug 46 Jahre. Auf 100 weibliche Personen kamen 70,1 männliche Personen. Auf 100 Frauen im Alter von 18 Jahren oder darüber kamen statistisch 74,7 Männer.
Das jährliche Durchschnittseinkommen eines Haushalts betrug 28.594 USD, das Durchschnittseinkommen der Familien betrug 33.438 USD. Männer hatten ein Durchschnittseinkommen von 22.386 USD, Frauen 14.375 USD. Das Pro-Kopf-Einkommen betrug 34.987 USD. 6,20 % der Familien und 9,50 % der Bevölkerung lebten unterhalb der Armutsgrenze.